# 澜沧翠雀花
澜沧翠雀花（学名：Delphinium thibeticum）是毛茛科翠雀属的植物，为中国的特有植物。分布于中国大陆的云南、四川、西藏等地，生长于海拔2,800米至3,800米的地区，一般生于山地草坡以及疏林中，目前尚未由人工引种栽培。

## 异名
- Delphinium pycnocentroides W. T. Wang
- Delphinium pycnocentroides W. T. Wang var. latisectum W. T. Wang
- Delphinium thibeticum Finet et Gagnep. var. laceratilobum W. T. Wang